# 約翰·史賓沙 (英國足球員)
約翰·史賓沙（1970年9月11日—）是一位前蘇格蘭職業足球員和教練。
作為一位球員，他由1988年至2004年任職前鋒，尤其是為車路士和愛華頓在英格蘭超級足球聯賽和為格拉斯哥流浪及馬瑟韋爾足球會在蘇格蘭超級足球聯賽中。他也曾經在蘇格蘭效力Morton和在英格蘭效力昆士柏流浪, 另外也曾經在香港甲組足球聯賽為麗新出賽，當時獲香港媒體稱為矮腳虎。他在美國完結其職業球場生涯，為科羅拉多急流征戰三年。他也曾經為蘇格蘭上陣14次。自從在2004年退役之後，史賓沙繼續在美國居住，成為了侯斯頓戴拿模的助理教練，之後當上了波特蘭伐木者的主教練直到2012年7月9日被解僱為止。在2016年史賓沙回到了科羅拉多急流擔任助理教練，之後在2017年加入聖荷西地震，直到2017年6月25日他和主教練Dominic Kinnear被解除合約為止。

## 早期生活
史賓沙在蘇格蘭格拉斯哥出生。初期他入讀當地的John Bosco Secondary School，和他同期的有同樣是職業足球員的Paddy Connolly。之後他轉校至在Giffnock的St Ninian's High School。

## 球會生涯
格拉斯哥流浪
史賓沙的球員生涯在格拉斯哥流浪開始，在1982年他以學生身份跟球會簽約，並在1985年正式簽職業合約。未來的蘇格蘭隊友Eoin Jess是青年級別時的隊友。但是他以12歲之齡的學生身份，又未曾參與一場最高組別的比賽簽署職業合約，帶來了很多麻煩。史賓沙是天主教徒但是球會有強烈的基督教文化。加入格拉斯哥流浪令他在其天主教學校內經常被挑戰打架。他的家庭中，支持些路迪的成員都不理會他，並自此不再跟他說話。 他在格拉斯哥流浪也遇上宗派主義的問題。當莫·約翰斯頓簽約加盟時，其中一位球員對他說："you'll be fucking happy now that we've signed one of your kind"。
史賓沙在1987年首次為格拉斯哥流浪上陣。他全年為格拉斯哥流浪上陣13次並射入2球。在1988年，他被當時的經理格雷姆·索内斯租借至Morton。他為Morton上陣4次射入1球。之後他重返格拉斯哥流浪。但是史賓沙只能擔當邊緣球員的角色，更被租借至香港甲組足球聯賽的麗新。
麗新 (保濟丸)
前麗新領隊梁守志和主將李健和都對史賓沙讚不絕口，梁守志表示當年史賓沙來投的借用費為3萬元美金，當時以一個蘇超預備組球員來說不算便宜。史賓沙在89/90年和譚拔士爭奪聯賽神射手，雖然最終落敗，但仍然在香港足球明星選舉中當選最佳11人，當屆入選者除了譚拔士，還有巴貝利、山度士和任煒雄等，而史賓沙更當選當屆總督盃最佳攻擊球員。據說超班的史賓沙，當時月薪大概係5、6萬港元，另有房屋津貼。
在1992年，格拉斯哥流浪以45萬英鎊的價錢將他售至車路士。
車路士
在車路士，史賓沙享受到長期正選球員的地位。在1992至1996年間，他正選上陣103次並且射入36球。史賓沙也有參與1994年英格蘭足總盃決賽，結果以0-4不敵曼聯。
昆士柏流浪
在1996年11月，新上任的車路士經理路德·古利特以250萬英鎊將史賓沙售予昆士柏流浪,當年昆士柏流浪仍然是英格蘭甲組球會。史賓沙為球會上陣56次射入25球。但是昆士柏流浪仍然不能升級至英超。翌年，球會在甲組的降班區掙扎。
愛華頓
1998年，史賓沙先以租借方式轉會至愛華頓,最終以150萬英鎊的轉會費加盟。他與他的前格拉斯哥流浪領隊沃尔特·史密斯在此重逢。但是他在愛華頓的足球生涯卻遇到了阻礙，因為他的英超球員能力不足。在8個月和僅僅9場比賽之後，他被租借至馬瑟韋爾足球會.
馬瑟韋爾足球會
在1999年，史賓沙永久轉會至馬瑟韋爾足球會，轉會費為50萬英鎊。史賓沙在三個賽季的81場比賽中射入了21球。但是他在此的生涯多次受到傷患困擾。2000-01年的賽季是他的最後一季，他射入了3球。由於馬瑟韋爾要節省成本，所以在2001年2月21日將他出售予科羅拉多急流。
科羅拉多急流
史賓沙在其美職聯的首演大放異彩。 在他的第一年，他22場比賽首發上陣，射入了14球並提供了7次助攻，並且入選美職聯最佳11人名單。他的第二年再次受到傷患困擾，不過在13場比賽中，他仍然射入5球和助攻4次。在2003年他重拾狀態，以14入球和5次助攻成為了球隊的神射手，再次成為美職聯最佳11人，並且入選美職聯年度最有價值球員的最後競選名單。
在2004年,傷患逼使他缺陣數場比賽，在19場比賽中他射入了4球和助攻1次。他在季後退休。在2009年8月30日，史賓沙成了科羅拉多急流榮譽堂的名將之一。

## 國際賽生涯
史賓沙在車路士的優秀表現，令他14次獲得蘇格蘭國家足球隊的征召。

## 教練生涯

### 候斯頓戴拿模
在退休之後，史賓沙以助理教練身份加入了侯斯頓戴拿模，成為了Dominic Kinnear的副手。史賓沙協助候斯頓戴拿模在2006和2007年連續兩年成為美職聯盃的冠軍。史賓沙也擔任侯斯頓戴拿模後備隊的主教練，並帶領球隊奪得了2008年美職聯預備組錦標賽的冠軍。

### 波特蘭伐木者
2010年8月10日，史賓沙獲委任為波特蘭伐木者的主教練。史賓沙帶領球隊踏上成功之路，在球會的首季便差點晉級美職聯盃的季後賽。
2011年，在史賓沙的領導之下，波特蘭伐木者連續勝出了五場主場比賽。波特蘭伐木者成為了第一支可以連續勝出五場主場比賽的美職聯新秀球會。 伐木者的主場氣勢在整個賽季中持續，主場入球和取勝數字可以和美職聯的前列球隊媲美(30球和9場勝利)。波特蘭伐木者的成功和其熱情的球迷們，令波特蘭伐木者的主場成為了美職聯中最具威嚇性的球場。
史賓沙以"球員的教練"而聞名。他為伐木者的球員安置了進攻並且勤奮的心態。 不過在第二季初表現不良時，史賓沙在2012年7月就被球會解除職務。

## 教練紀錄
最後更新：2012年5月21日
| 球隊         | 由             | 至           | 紀錄1 | 紀錄1 | 紀錄1 | 紀錄1 | 紀錄1 |
| 球隊         | 由             | 至           | 比賽  | 勝    | 和    | 負    | 勝利% |
| ------------ | -------------- | ------------ | ----- | ----- | ----- | ----- | ----- |
| 波特蘭伐木者 | 2010年8月10日2 | 2012年7月9日 | 45    | 14    | 12    | 19    | 31.11 |
| 合計         | 合計           | 合計         | 45    | 14    | 12    | 19    | 31.11 |

- 1.^ Includes league, playoffs, cup and CONCACAF Champions League.
- 2.^ Spencer was hired as the first coach of the Major League Soccer franchise; not as the club's USSF Division 2 Professional League coach.

## 外部連結
- John Spencer's WTFC.net player profile